# Masatoshi Saito (militaire)
Masatoshi Saito (Saito Yaheita), né en 1885 et mort en 1953 était un militaire japonais.

## Biographie
Il commande la 101e division (en) durant la bataille de Wuhan, la bataille de Changsha et la bataille de Nanchang. 
Il part en 1942 en zone pacifique. Il fait partie de la 25e armée à partir de juillet 1942, il est remplacé en mars 1943. En mars 1944 il est à Java, il reprend ensuite le commandement d'un camp de prisonniers en Malaisie.
Lors de la capitulation générale, il remet son épée à l'amiral Louis Mountbatten. 
Le 11 septembre 1945, un document de l'Australie le poursuit pour des crimes de guerre. Lors de son procès, il nie toutes les accusations portées contre lui.
Il est condamné et pendu.